# Ditte Kjær Hansen
Ditte Kjær Hansen (* 17. März 1997) ist eine dänische Volleyballspielerin.

## Karriere
Hansen begann ihre Karriere bei Ikast KFUM. 2017 wechselte sie zu ASV Elite. Seit 2018 spielt sie auch in der dänischen Nationalmannschaft. 2022 wurde sie von Holte IF verpflichtet. Mit dem Verein gewann sie in der Saison 2023/24 die dänische Meisterschaft. Anschließend wurde sie vom deutschen Zweitligisten Skurios Volleys Borken verpflichtet. Mit dem Verein schaffte sie in der Saison 2024/25 den Aufstieg in die erste Liga. Auch 2025/26 spielt Hansen für Borken.